# Кинетичка теорија гасова
Кинетичка теорија гасова (у литератури често и молекуларно-кинетичка теорија, или само кинетичка теорија) је теорија настала у 19. веку, која је успела да на задовољавајући начин опише многе особине разређених гасова. Њен историјски значај је пре свега у томе што је она прва теорија у модерној, постгалилејевској, физици која полази од претпоставке о атомској структури материје.
Модел гаса који претпоставља кинетичка теорија је модел идеалног гаса. Како је теорија настала пре савремених открића о структури материје, њен првобитан модел гаса се темељио на претпоставци о гасу чији се сваки мол састоји од Авогадровог броја молекула као елементарних, компактних (без унутрашње структуре) честица које се понашају по законима класичне механике. Данас је познато да је само једна (о броју честица у молу гаса) од ове три претпоставке тачна — у реалности гасови се често састоје од елементарнијих честица од молекула које се понашају по законима квантне механике. Ипак, кинетичка теорија задовољавајуће описује многе особине гасова, а одступања постају значајна тек код описивања гасова састављених од вишеатомних молекула на температурама далеко од собне.
Кинетичка теорија омогућава успостављање везе између класичне, феноменолошке, термодинамике и статистичке механике. Претпоставке кинетичке теорије омогућавају деривацију и објашњење важних термодинамичких параметара притиска, температуре и запремине гаса, као и једначине стања идеалног гаса и Максвел-Болцманове расподеле.
Кинетичка теорија гасова тако представља први значајан успех молекуларне, односно атомске теорије о структури материје, која је у физици и хемији коначно прихваћена Ајнштајновим објашњењем Брауновог кретања 1905. године.